# Tivissa
Tivissa é um município da Espanha na comarca de Ribera d'Ebre, província de Tarragona, comunidade autónoma da Catalunha. Tem 209,4 km² de área e em 2021 tinha 1 639 habitantes (densidade: 7,8 hab./km²).

## Demografia
| Variação demográfica do município entre 1991 e 2004 [carece de fontes?] | Variação demográfica do município entre 1991 e 2004 [carece de fontes?] | Variação demográfica do município entre 1991 e 2004 [carece de fontes?] | Variação demográfica do município entre 1991 e 2004 [carece de fontes?] |
| ----------------------------------------------------------------------- | ----------------------------------------------------------------------- | ----------------------------------------------------------------------- | ----------------------------------------------------------------------- |
| 1991                                                                    | 1996                                                                    | 2001                                                                    | 2004                                                                    |
| 1786                                                                    | 1726                                                                    | 1773                                                                    | 1794                                                                    |